# Getreidesilo Am Stadthafen

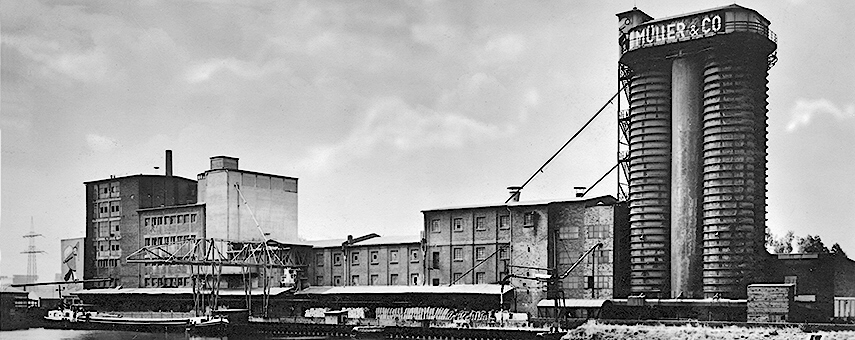
Der Getreidesilo von 1949 (re.) auf dem Betriebsgelände von Müller’s Mühle (damals Müller & Co.) in Gelsenkirchen-Schalke, um 1955 – Blick vom Stadthafen her

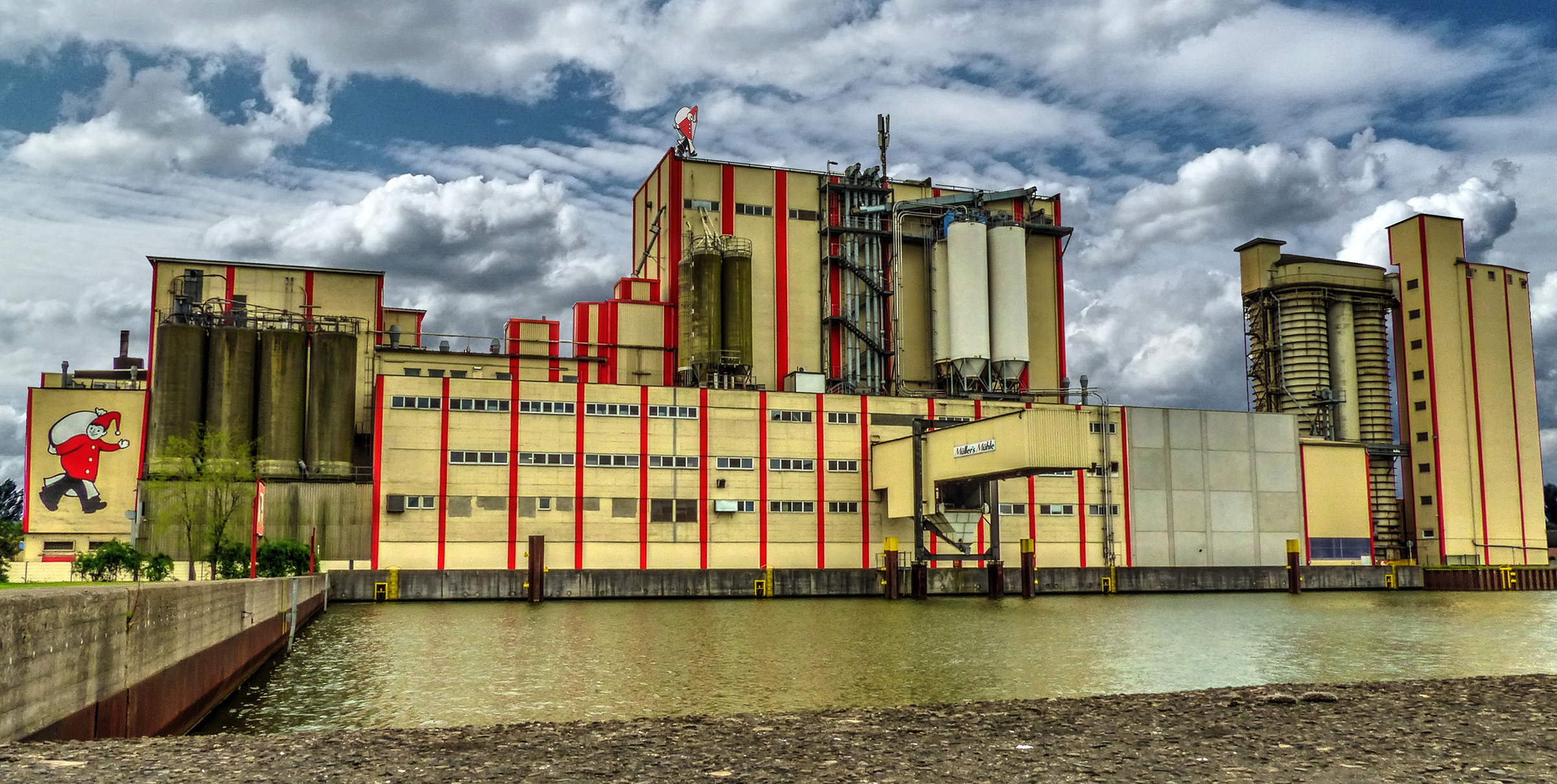
Rechts im Bild die Siloanlage von 1949, 2015

Der Getreidesilo Am Stadthafen ist eine Siloanlage des Mühlenunternehmens Müller’s Mühle im Gelsenkirchener Stadtteil Schalke, Am Stadthafen 42. Sie befindet sich auf dem dortigen Betriebsgelände des 1893 gegründeten und heute zum Mühlenkonzern GoodMills Deutschland gehörenden Unternehmens und ist unmittelbar am betriebseigenen Kai im Gelsenkirchener Stadthafen gelegen. Die Hochsilo-Anlage wurde 1949 aus nicht abgelieferten U-Boot-Rümpfen errichtet und fortan als Getreide- bzw. Reislager genutzt oder auch für Erbsen verwendet.
Die heute ausschließlich für Reis genutzte Siloanlage enthält drei Kammern mit einem Lagervolumen von insgesamt rund 2000 Tonnen und gilt damit nach Unternehmensangaben bis heute als bundesweiter Rekordhalter bei der Lagerung von Reis.

## Geschichte

### Müller’s Mühle

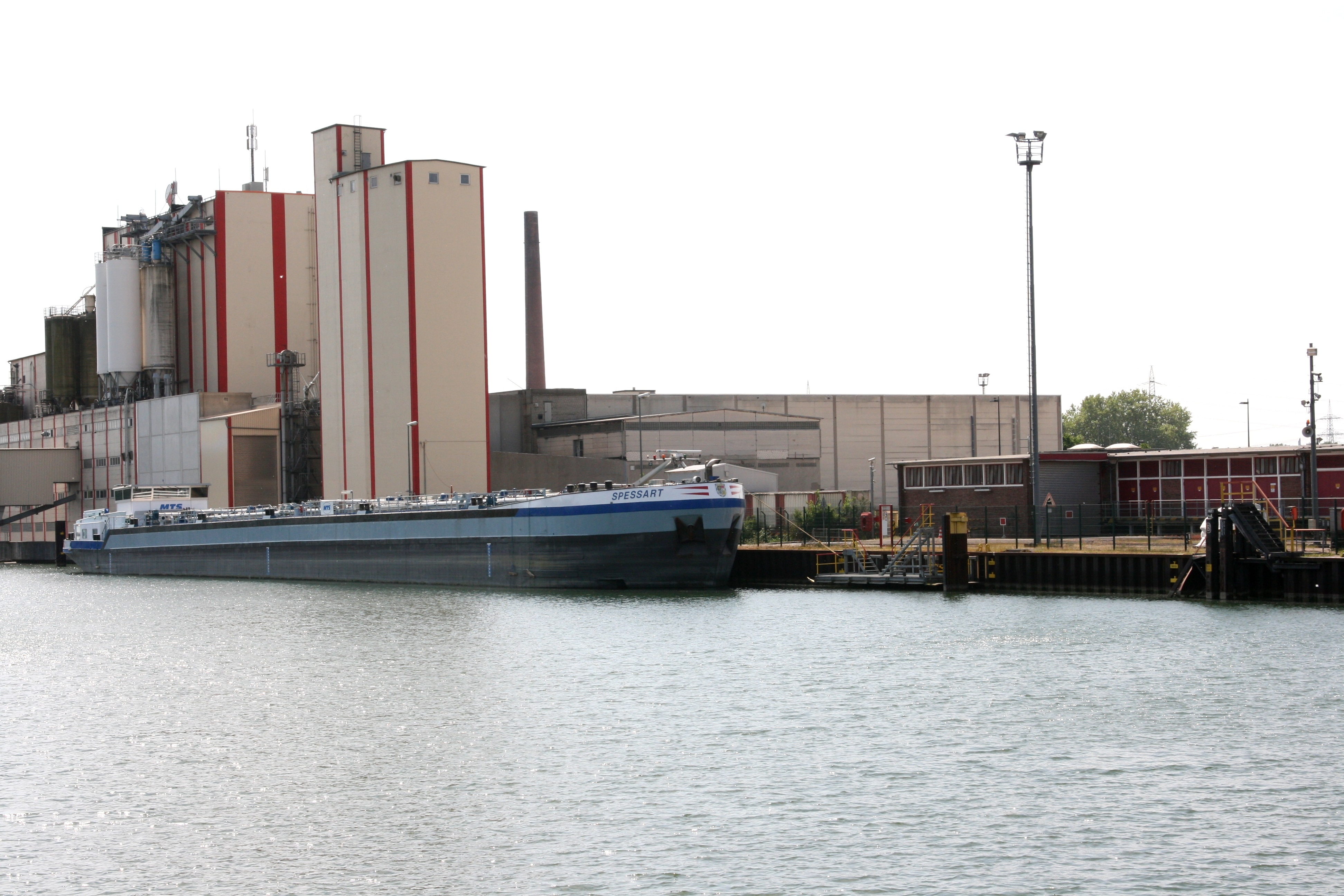
Müller’s Mühle, 2012 – Blick vom Gelsenkirchener Stadthafen auf einen Teil des Betriebsgeländes (die Siloanlage von 1949 ist durch den später hinzugekommenen Massivbau-Silo vorne verdeckt)

1893 gründete Adolf Müller senior in Gelsenkirchen eine Handelsagentur für Reis und Hülsenfrüchte, fünf Jahre später wurde als erste Mühle eine Schälmühle in Betrieb genommen. 1913 wurde der jetzige Standort im Gelsenkirchener Hafengebiet direkt am Rhein-Herne-Kanal bezogen, um fortan das gegenüber Straßentransporten günstigere und für große Transportvolumen interessantere Wasserstraßennetz zu nutzen. In den 1920er Jahren etablierte Müller’s Mühle (früher Erbsen-Müller) ihre Reis- und Hülsenfrüchte-Produkte durch einheitliche Produktionsstandards als Markenartikel in gleich bleibender, gehobener Qualität und zu gleich bleibenden Preisen.
Nach Ende des Zweiten Weltkriegs im Frühjahr 1945 wurden vorrangig Grundnahrungsmittel produziert. In den 1960er und 1970er Jahren erweiterte das Unternehmen sein Sortiment, u. a. kamen Fitness- und Diätprodukte der Marke Schneekoppe sowie einfach und schnell zuzubereitende Produkte wie 5-Minuten-Reis oder Kochbeutelreis und Suppen und Eintöpfe hinzu.
Das Unternehmen firmierte lange Zeit unter dem Namen des Firmengründers, später als Müller & Co. und schließlich als Müller’s Mühle GmbH. 1989 wurde das Gelsenkirchener Unternehmen vom damaligen Mühlenkonzern VK Mühlen AG in Hamburg übernommen, die 2014 zur GoodMills Deutschland GmbH umfirmierte und deren Mühlengruppe die Müller’s Mühle GmbH seitdem angehört. 1993/1994 investierte das Unternehmen an seinem Stammsitz Gelsenkirchen in die nach Unternehmensangaben modernste Reismühle Europas und nahm ein vollautomatisches Hochregallager in Betrieb. Heute ist Müller’s Mühle eine Qualitätsmarke für Reis und Hülsenfrüchte, welche überwiegend unter den Eigenmarken vertrieben werden. Zudem gilt das Unternehmen als führender Reis-Veredler in Europa und Marktführer bei Hülsenfrüchten, sowie als größter Be- und Verarbeiter von Erbsen, Bohnen und Linsen in Nordeuropa. Darüber hinaus erbringt das Unternehmen Abpack-Dienstleistungen für Dritte (Co-Packing).

### Betriebsanlage in Gelsenkirchen-Schalke
Die Betriebsanlage von Müller’s Mühle befindet sich in Gelsenkirchen-Schalke im Ortsteil Schalke-Nord auf einem Areal zwischen der Straße Am Stadthafen und dem Gelsenkirchener Stadthafen und wurde seit Bezug des Standortes 1913 fortlaufend erweitert, ergänzt, umgebaut und modernisiert. Heute stellt der „gewachsene Großmühlenbetrieb“ ein „architektonisches Sammelsurium“ von mehreren Lagergebäuden, Schälwerk- und Mühlengebäuden für Reis und Hülsenfrüchte aller Art und Silos dar. Die älteste Siloanlage ist der Getreidesilo von 1949, der zudem jahrzehntelang das höchste Bau- und Anlagenteil des Mühlenbetriebes war.

### Versorgungslage nach dem Zweiten Weltkrieg
Nach Ende des Zweiten Weltkriegs hatte in der ersten Nachkriegszeit die Versorgung der Bevölkerung mit Lebensmitteln Vorrang, wobei die Tagesrationen für erwachsene Normalverbraucher anfangs bei 1200 Kilokalorien lagen. Um die daniederliegende Wirtschaft nach dem Zusammenbruch des Deutschen Reichs im Frühjahr 1945 wieder in Gang zu bringen und einen Wiederaufbau zu ermöglichen, wurden vor allem Kohle und Stahl benötigt. So kam es, dass in vielen Städten im Ruhrgebiet die Bergleute rasch Schwerarbeiterzulagen erhielten, um ihre schwere Arbeit mit einem Verbrauch von bis zu 7000 Kilokalorien am Tag überhaupt leisten zu können. In das Ruhrgebiet mussten daher sehr viele Lebensmittel von außen zugeführt werden.
Die Firma Müller’s Mühle bzw. damals Müller & Co. war als alteingesessener und erfahrener Mühlenbetrieb in der Ruhrgebietsmetropole Gelsenkirchen prädestiniert dafür, vermehrt Grundnahrungsmittel für die Region und darüber hinaus herzustellen. Zudem lag der Betrieb günstig direkt am Gelsenkirchener Hafen, da Massengüter wie Lebensmittel damals vor allem über Binnenwasserstraßen und Kanäle transportiert wurden.

## Der Getreidesilo von 1949
Während des Zweiten Weltkriegs waren die Stadt Gelsenkirchen und ihre Industrie bei Luftangriffen der Alliierten weitreichend zerstört worden, auch das Hafengebiet und der dortige Mühlenbetrieb von Müllers’s Mühle hatten Schaden genommen. Das für die Versorgung der Bevölkerung wichtige Unternehmen begann kurz nach Ende des Krieges 1945 mit der Instandsetzung und dem Wiederaufbau seiner wichtigsten Betriebsstätten, vor allem mangelte es auch an Silokapazitäten. So kam die Idee auf, vorhandene U-Boot-Rümpfe aus Stahl für den Bau eines großen Getreidesilos zu verwenden.
Es handelte sich dabei um Rumpfsektionen des U-Bootes Typ XXI, die auf dem unmittelbar benachbarten Gelände der Kesselfabrik Orange lagerten und aus deren Rüstungsproduktion während der Kriegszeit stammten. Die 1873 gegründete Kesselfabrik Orange in Gelsenkirchen-Schalke gehörte seit 1927 zu den Vereinigten Kesselwerken (VKW) mit Sitz in Düsseldorf. 1938 wurde der Gelsenkirchener Betriebsteil an die Dortmunder Union Brückenbau AG (eine Tochter des Betriebsteils Dortmunder Union der VKW) abgegeben, die es als Werk für den Brückenbau und sonstigen Stahlbau weiterführte. Später wurde hieraus die Rheinstahl-Union Brückenbau AG, nach dem Krieg die Rheinstahl-Union Maschinen- und Stahlbau AG.
Ab 1943/1944 war das Werk Orange am Bau der U-Boote vom Typ XXI beteiligt, die vom Oberkommando der Marine in Auftrag gegeben wurden. Der geplante Einsatz einer großen Zahl dieser technologisch weiterentwickelten U-Boote sollte zu einer erneuten Wende im U-Boot-Krieg führen. Um die Bauzeit der neuen U-Boote zu verkürzen, sollte deren Fertigung als Serienbau nach dem Vorbild der Autoproduktion im Takt- und Sektionsverfahren durchgeführt werden. Die Endmontage des Typs XXI sollte aus neun Einzelsektionen in drei verschiedenen Großwerften in Bremen, Hamburg und Danzig erfolgen, wobei jede Sektion von mindestens zwei Werften ausgerüstet werden sollte. Für die Rohsektionen waren zahlreiche, über das Reichsgebiet verteilte Fertigungsstätten geplant, auch an Inlandstandorten, von denen aus die Rohsektionen mit Binnenschiffen transportiert werden sollten. So wurden im Werk Orange der Dortmunder Union in Gelsenkirchen bis Kriegsende zahlreiche U-Boot-Rumpfteile der so genannten Sektion 6 („Vordere Wohnräume“) als Rohsektion hergestellt, die jedoch nicht mehr zur weiteren Ausrüstung und letztlich geplanten Endfertigung im U-Boot-Bunker Valentin in Bremen-Rekum zum Einsatz kamen und die nun seit Kriegsende auf dem Werksgelände lagerten.
Ende 1945 erstellte das Stahlbauwerk einen Konstruktionsplan und eine statische Berechnung für die Erstellung einer Siloanlage unter Verwendung von vorhandenen U-Boot-Rumpfteilen beim benachbarten Mühlenbetrieb von Müller’s Mühle. Die Rumpfteile sollten senkrecht aufeinander gestellt, miteinander verbunden und innen ausgeschlachtet sowie für Silozwecke hergerichtet werden. Müller’s Mühle reichte einen entsprechenden Bauantrag ein; der Oberpräsident der Provinz Westfalen, Landesernährungsamt, befürwortete das Vorhaben und die Dringlichkeit des Antrags. Indes verzögerte sich der Baubeginn, da das Gelsenkirchener Bauamt den Standsicherheitsnachweis zunächst nicht anerkannte und Nachbesserungen verlangte. Zudem wurde wegen Blindgängerverdacht direkt auf der Baustelle eine Freigabe durch den Inspekteur für Bombenbeseitigung aus Münster erforderlich. Im September 1948 erteilte die Stadt Gelsenkirchen schließlich die Genehmigung und die teils vorbereiteten Bau- und Montagearbeiten konnten dann zügig ausgeführt werden. Am 14. Februar 1949 erfolgte die baupolizeiliche Abnahme des Siloneubaus mit seiner einzigartigen Konstruktion.
Die Siloanlage wurde aus insgesamt 76 U-Boot-Teilen erstellt und hat eine Höhe von 37 Meter. Sie umfasst drei Kammern, von denen zwei das gleiche Lagervolumen von je 780 Tonnen bei Reis haben; eine etwas kleinere Kammer hat ein Lagervolumen von 500 Tonnen bei Reis. Die Kammern lassen sich gegeneinander abschotten, so dass drei verschiedene Sorten Getreide bzw. Reis oder Hülsenfrüchte gelagert werden können. Der Getreidesilo von 1949 wurde lange Zeit je nach betrieblichem Bedarf von Müller’s Mühle sowohl für Getreide oder Reis als auch für Hülsenfrüchte wie Erbsen genutzt. Inzwischen wird er nur noch für Reis verwendet und stellt mit einer Gesamtkapazität von 2060 Tonnen nach Angabe des Unternehmens das „größte Reislager Deutschlands“ dar.

## Öffentliche Wahrnehmung
Für den jahrzehntelang alles überragenden, weithin sichtbaren Getreidesilo des früher als Erbsen-Müller auftretenden Mühlenbetriebs im Gelsenkirchener Stadtteil Schalke fand der regionale Volksmund rasch einen Namen: „Schalker Erbsenturm“.
Außer der Höhe erregte die Einzigartigkeit der Konstruktion aus U-Boot-Rümpfen öffentliche Aufmerksamkeit. So berichtete die von der US-amerikanischen und britischen Besatzungsmacht produzierte Wochenschau Welt im Film, die damals meist als Vorprogramm in den Kinos gezeigt wurde und infolge des Kinobooms der Nachkriegszeit Millionen Menschen erreichte, zum Jahreswechsel 1947/1948 vom Bau des Getreidesilos: In der Welt-im-Film-Wochenschau vom 1. Januar 1948, die den Ereigniszeitraum vom 26. Dezember bis 31. Dezember 1947 behandelte, wurde unter dem Titel Gelsenkirchen: U-Boote werden zu Getreidesilos ein Beitrag über die laufenden Bau-, Montage- und Schweißarbeiten beim „Riesensilo“ am Gelsenkirchener Hafen gezeigt. Der entsprechende Einzelbeitrag (‚Nr. 07‘) in der Welt-im-Film-Wochenschau-Ausgabe (‚WFD 0136‘) ist außer beim Deutschen Bundesarchiv in Berlin auch beim Filmarchiv der Deutschen Wochenschau GmbH in Hamburg archiviert, wo er u. a. neben den Stichwörtern „Direktrecycling“ und „Umwandlung“ mit dem biblischen Ausdruck „Schwerter zu Pflugscharen“ verschlagwortet ist, was gelegentlich in Berichten über den Silo aufgegriffen wurde.
In der Presse, wie z. B. in der Westdeutschen Allgemeinen Zeitung (WAZ), der Recklinghäuser Zeitung oder in neuerer Zeit auch auf dem Online-Nachrichtenportal DerWesten.de, wurde wiederholt über die „ganz besondere [Silo-]Geschichte“ und die „[Gelsenkirchener] Anekdote“ berichtet, die vor allem der älteren Bevölkerung der Region noch geläufig ist.
Ende 2014 brachte der WDR in seinem Hörfunkprogramm WDR 5 einen Radiobeitrag über „NRWs größte[n] Reisspeicher“ sowie einen begleitenden Online-Bericht auf der Website des WDR.

## Medien

### Online
- NRW in Rekorden. NRWs größter Reisspeicher. Programminformation und Begleittext auf der Website des WDR (Stand: 25. November 2014), zum entsprechenden Radiobeitrag im Hörfunkprogramm WDR 5 vom 9. Dezember 2014.

### Radio
- Peter Lautsch: Gelsenkirchen hat NRWs größten Reisspeicher, Radiobeitrag in der Westblick-Serie NRW in Rekorden im Hörfunkprogramm WDR 5, Sendung vom 9. Dezember 2014, Länge: 4:20 Minuten (Audiostream; benötigt Flash Player).

### Kino-Wochenschau
- Welt im Film 136/1948 – 01.01.1948 >> Zeitgemäße Technik. Beitrag Gelsenkirchen: U-Boote als Getreidesilos in der Kino-Wochenschau Welt im Film vom 1. Januar 1948; auf der Online-Datenbank des Deutschen Bundesarchivs (Ausschnitt ab Minute 05:38; als Videostream online frei verfügbar).
- Gelsenkirchen: U-Boote werden zu Getreidesilos. Beitrag in der Kino-Wochenschau Welt im Film vom 1. Januar 1948, Ereigniszeitraum: 26. Dezember–31. Dezember 1947 (archiviert im Filmarchiv der Deutschen Wochenschau GmbH, Hamburg, Signatur: WFD 0136/07, Kurzbeschreibung und Szenenfotos online frei verfügbar).